# Ceresium ludificum
Ceresium ludificum är en skalbaggsart som beskrevs av Holzschuh 1995. Ceresium ludificum ingår i släktet Ceresium och familjen långhorningar. Inga underarter finns listade i Catalogue of Life.